# マルティヌス4世 (ローマ教皇)
マルティヌス4世（Martinus IV, 1210年から1220年ごろ - 1285年3月28日）は、ローマ教皇（在位：1281年 - 1285年）。フランス王国の出身で、本名はシモン・ド・ブリオン（Simon de Brion）。在任中は「実質的に教皇領の支配権も譲り渡した」と評されるほどシチリア王シャルル・ダンジュー寄りの政策を採用した。シャルルの野心を支持して東ローマ帝国皇帝ミカエル8世を破門し、第2リヨン公会議で宣言された東西教会の合同を破綻させた。しかしシャルルはシチリアの晩祷をきっかけとしたシチリア晩祷戦争によりシチリアを失い、これらの政策は無に帰した。

## 生涯

### 教皇選出以前
フランス王国出身であり、ルーアンで助祭を務めた後、トゥールの聖マルタン教会の参事会会員になり、1260年にフランス王ルイ9世によりフランス大法官に任命された。ウルバヌス4世によりサンタ・チェチリア・イン・トラステヴェレ教会を名義教会として司祭枢機卿に任命され、ウルバヌス4世とクレメンス4世の治世にはフランスへの教皇使節に任命された。教皇使節としてはシチリア王国を条件付きでシャルル・ダンジューに与える権限があった。その後、グレゴリウス10世によってフランスへの教皇使節に再任、今度はフランスにおける教会の腐敗を調査する権限を与えられた。2度目の任期において多くの教会会議を開催した。

### 教皇選出
1280年8月22日のニコラウス3世の没後ヴィテルボでコンクラーヴェが開かれたが、シチリア王シャルル・ダンジューを支持する枢機卿と反対する枢機卿の間で膠着状態に陥り、半年経っても新しい教皇を選出できなかった。状態が打開されたのは、新しくヴィテルボ市長に就任した人物がシャルル・ダンジューを支持し、オルシーニ家出身のニコラウス3世と同族のマッテオ・ロッソ・オルシーニ、ジョルダーノ・オルシーニを投獄したときであり、投獄の名目は教皇選挙への妨害だった。これにより、シャルル・ダンジューの支持を受けたド・ブリオンが2月22日に教皇に選出されることとなった。教皇名として、フランスの守護聖人トゥールのマルティヌスを記念して「マルティヌス4世」を名乗ったが、「マルティヌス」の教皇名を使用した教皇としては2人目だった。これは13世紀当時、マリヌス1世とマリヌス2世が誤って「マルティヌス2世」、「マルティヌス3世」として伝わっていたためである。

### 教皇として
フランス出身だったため、ローマ市民に嫌われてローマ入城を果たせず、ヴィテルボもコンクラーヴェで枢機卿2名を投獄して聖務禁止になったため、マルティヌス4世はオルヴィエートに向かい、3月23日にそこで教皇として戴冠した。以降ほとんどの時期をオルヴィエートで過ごした。
在任中はシャルルに依存しきっており（McBrien (1997)は「実質的に教皇領の支配権も譲り渡した」と評した）、彼をローマのSummus Senatorに任命した。この名誉職はニコラウス3世がシャルルに辞任を迫り、自身が就任したという経緯があったが、マルティヌス4世はニコラウス3世の政策を完全に取り消す形となった。また、マルティヌス4世はシャルルの軍事力を用いたラテン帝国復活の野心を支持して、東ローマ帝国皇帝ミカエル8世を破門した。この破門により、第2リヨン公会議で宣言された東西教会の合同が完全に破綻した。これらのフランス寄りの政策により、主にドイツのカトリック教徒が教皇から遠ざけられる結果になった。
1282年3月、シチリアの晩祷事件でシチリア住民がシャルルの統治に対し反乱を起こし、シチリア晩祷戦争が勃発した。住民たちはシチリアが教皇領の属国となることを申し出たが、マルティヌス4世は拒否し、住民にシャルルに従うよう命じた。その後、アラゴン王ペドロ3世が住民に選出されてシチリア王に即位したが、マルティヌス4世はペドロ3世を破門したうえでアラゴン王位を取り上げ、アラゴン十字軍を呼び掛けた。しかしこれらの努力はすべて無に帰し、結局シャルルはシチリアを奪還できなかった。
教皇として枢機卿を7人任命しており、そのうちの1人が後に教皇ボニファティウス8世となるベネデット・カエターニだった。またフランシスコ会を支援して、清貧に関する規定を緩め、説教と告解の権利を拡大したが、1300年にボニファティウス8世が規定を修正した。
1285年3月28日、ペルージャで死去、ペルージャのサン・ロレンツォ聖堂に埋葬された。1月にシャルルが死去しており、10月にフランス王フィリップ3世が、11月にペドロ3世が死去したことも合わせて、シチリア晩祷戦争の主だった参戦国の指導者が同年のうちにほとんど死去した。4月2日に行われたコンクラーヴェは1回目の投票でホノリウス4世が選出された。
ダンテ・アリギエーリの『神曲』ではボルセーナ湖産鰻のヴェルナッチャ・ワイン漬の炙り焼きを過食し、死後煉獄で贖罪の日々をおくっている。

## 関連文献
- Hayes, Carlton Joseph Huntley (1911). “Martin (popes)” . In Chisholm, Hugh (ed.). Encyclopædia Britannica (英語). Vol. 17 (11th ed.). Cambridge University Press. p. 793.